# Madriat
Madriat là một xã ở tỉnh Puy-de-Dôme trong vùng Auvergne-Rhône-Alpes miền trung nước Pháp. Xã này nằm ở khu vực có độ cao từ 453 đến 943 mét trên mực nước biển.